# Керстін Штегеманн
Керстін Штегеманн (нім. Kerstin Stegemann; нар. 29 вересня 1977, Мезум, Райне, Західна Німеччина) — німецька футболістка, захисниця та півзахисниця.

## Клубна кар'єра
Футболом розпочала займатися «Германія» (Гойєнгорст). У 1993 році перейшла до «Гейка» (Райне), у футболці якого в 15 років дебютувала в команді Бундесліги. У юнацькому віці стала провідним гравцем команди. З «Райне» дійшла до фіналу Кубка Німеччини 1997 року, в якому з рахунком 1:3 програла «Грюн-Вайс Браувайлер». 
Рік по тому перейшла до одного з провідних клубів Німеччини, «ФКР 2001 Дуйсбург». З «Дуйсбургом» стала чемпіонкою Німеччини та володарем Закритого кубку Німеччини 2000 року, а з національною командою вона виграла бронзову олімпійську медаль у Сіднеї. У 2002 році також отримала ліцензію вчителя футболу. По завершенні сезону перейшла до «Флаесгайма» і повернулася до Райне у 2001 році після фінансового краху попереднього клубу. Незважаючи на численні спроби різних провідних німецьких клубів переманити її, вона залишалася вірною «Гейке» (Райне) до 2007 року. У 2003 році разом з «Райне» виграла Закритий кубок Німеччини.
Після пониження в класі «Райне» у 2007 році перейшла до новоспеченого клубу «Ваттеншейд 09», незважаючи на наявність декількох пропозицій від провідних клубів країни. Після того, як Таню Шульте звільнили, а її наступник Андре Біркер пішов у відставку через декілька тижнів після призначення на посаду головного тренера, Керстін стала граючим головним тренером команди до кінця сезону, але не змогла допомогти уникнути вильоту. У сезоні 2008/09 років перейшла до новоствореного «Герфордера». У сезоні 2009/10 років перейшла до «Гютерсло».
У червні 2012 року несподівано повернувся до футболу, зіграла за «Германію» (Гойєнгорст) у фіналі Кубку Вестфалії.

## Кар'єра в збірній
Дебютувала за національну збірну Німеччини 13 квітня 1995 року в поєдинку проти Польщі, з якою брала участь в Олімпійських іграх 1996 року в Атланті. Влітку 1997 року стала чемпіонкою Європи зі збірною. У 2000 році разом зі збірною виграла бронзову медаль Олімпіади у Сіднеї.
2003 рік став найуспішнішим клубом у кар'єрі: 28 серпня 2003 року грою проти Чехії вона увійшла в «Клуб 100» та стала чемпіонкою світу зі збірною. У 2004 році знову стала бронзовою призеркою Олімпійських ігор 23 листопада 2006 року зіграла свій 150-й міжнародний матч, проти Японії. 10 березня 2008 року провела свій 175-й матч за збірну, на Кубку Алгарве проти Швеції. Завдяки чому після Біргіт Прінц стала гравчинею з найбільшою кількістю зіграних матчів у національній збірній.
9 серпня 2008 року зіграла свій 182-й міжнародний матч. Це означало, що тепер Штегеманн стала однією з 18 гравчинь, які зіграли більше міжнародних футбольних матчів, ніж Ахмед Хассан, гравець з найбільшою кількістю матчів серед чоловіків. Рекордсменка збірної Німеччини за кількістю зіграних (61) міжнародний матч поспіль. Після чемпіонату Європи 2009 року у Фінляндії завершила кар'єру в збірній. Загалом у національній команді зіграла 191 матч та відзначилася 8-ма голами.

### Голи за збірну
| №  | Дата          | Місце                               | Суперник | Рахунок | Суперник | Змагання                    |
| -- | ------------- | ----------------------------------- | -------- | ------- | -------- | --------------------------- |
| 1. | 9 серпня 2008 | Олімпійський стадіон, Шеньян, Китай | Нігерія  | 1–0     | 1–0      | Літні Олімпійські ігри 2008 |

## Стиль гри
Керстін Штегеманн, права захисниця, вважається однією із перших фулбеків у жіночому футболі.

## Особисте життя
Керстін Штегеманн — технічний кресляр. З 1998 року вона була солдатом у відділі сприяння спорту Бундесверу, а з 2006 року – професійною військовою. Зараз вона працює керівником спортивної групи підтримки в спортивній школі Бундесверу у Варендорфі та має звання старшого сержанта. Разом зі штаб-сержантом Френком Войке вона тренує жіночу національну футбольну збірну Бундесверу та доглядає за нею, а її команда стала чемпіоном світу на чемпіонаті світу CISM у Нідерландах у 2008 році. Вона прагне захищати некурців.

## Досягнення

### Клубні
ФСВ «Франкфурт»
- Бундесліга
  -  Чемпіон (1): 2000

- Закритий кубок Німеччини
  -  Володар (2): 2000, 2003

- Чемпіонат світу серед військовослужбовців
  -  Чемпіон (1): 2008
  -  Срібний призер (2): 2007, 2011

### У збірній
- Чемпіонат світу
  -  Чемпіон (2): 2003, 2007

- Чемпіонат Європи
  -  Чемпіон (4): 1997, 2001, 2005, 2009

- Олімпійські ігри
  -  Чемпіон (3): 2000, 2004, 2008

### Індивідуальні
- Команда всіх зірок Чемпіонату світу: 2007